# IV. třída okresu Chrudim 2003/2004
V soubojích fotbalové IV. třídy okresu Chrudim 2003/2004, jedné ze skupin 10. nejvyšší fotbalové soutěže, se utkalo 10 týmů dvoukolovým systémem podzim – jaro. Tento ročník skončil v červnu 2004. Postoupil první tým SK Rozhovice „B“, nikdo nesestoupil, jde o nejnižší soutěž.

## Výsledná tabulka
| Poř. | Tým                   | Z  | V  | R | P  | VG | OG | B  |
| ---- | --------------------- | -- | -- | - | -- | -- | -- | -- |
| 1.   | SK Rozhovice „B“      | 18 | 11 | 5 | 2  | 40 | 23 | 38 |
| 2.   | SK Prosetín „B“       | 18 | 10 | 5 | 3  | 42 | 17 | 35 |
| 3.   | TJ SSS Kočí           | 18 | 9  | 6 | 3  | 35 | 15 | 33 |
| 4.   | SK Trhová Kamenice    | 18 | 7  | 5 | 6  | 28 | 25 | 26 |
| 5.   | TJ Sokol Krouna       | 18 | 6  | 6 | 6  | 31 | 35 | 24 |
| 6.   | TJ Sokol Jenišovice   | 18 | 7  | 3 | 8  | 24 | 23 | 24 |
| 7.   | Sokol Přestavlky      | 18 | 6  | 4 | 8  | 26 | 35 | 22 |
| 8.   | SK Dřenice „B“        | 18 | 4  | 5 | 9  | 32 | 41 | 17 |
| 9.   | 1. FC Bojanov         | 18 | 3  | 7 | 8  | 29 | 37 | 16 |
| 10.  | TJ Sokol Miřetice „B“ | 18 | 1  | 6 | 11 | 14 | 50 | 9  |

Poznámky:
- Z = Odehrané zápasy; V = Vítězství; R = Remízy; P = Prohry; VG = Vstřelené góly; OG = Obdržené góly; B = Body; (S) = Mužstvo sestoupivší z vyšší soutěže; (N) = Mužstvo postoupivší z nižší soutěže (nováček)

|  | Postup do III. třídy okresu Chrudim 2004/2005 |